# Dolichopus arizonicus
Dolichopus arizonicus är en tvåvingeart som beskrevs av Harmston 1951. Dolichopus arizonicus ingår i släktet Dolichopus och familjen styltflugor.
Artens utbredningsområde är Texas. Inga underarter finns listade i Catalogue of Life.